# Oval (Musikprojekt)
Oval ist ein experimentelles Electronica-Projekt um Markus Popp und begann 1991 als Trio in Darmstadt. Oval gehört zu den Wegbereitern des Genres Glitch.

## Geschichte
Gegründet 1991 als Band, bestehend aus Markus Popp, Sebastian Oschatz und Frank Metzger, ging die Band 1996 im Unfrieden auseinander und wurde zum Soloprojekt von Markus Popp (* 24. Februar 1968 in Darmstadt, heute in Berlin lebend und arbeitend). Popp veröffentlichte außerdem in Kollaboration mit Jan St. Werner von Mouse on Mars unter dem Namen Microstoria, sowie 2003 zusammen mit Eriko Toyada als So.
Markenzeichen von Oval war der Verzicht auf herkömmliche Instrumente und die Verwendung spezieller Samples von CDs, die sie (beispielsweise durch Bemalung mit Filzstiften) zum „Stottern“, „Hängen“ und Springen brachten und vielfach übereinander mischten. Der so erzielte, unverwechselbare, rhythmische und zugleich orchestrale Sound wurde zum Markenzeichen der Band und machte sie durch ihre Produktionsweise zu Pionieren des Glitch. Popp betonte in Interviews, dass er Oval weniger als Musik denn als akustisches Design verstehe.
Verschiedene Oval-Demotapes, z. B. azimut und Color (1991–1992), listen u. a. Holger Lindmüller, Sven Bergmann, Martin Conrads, Oliver Leistert, Lars Broszat, Markus Arndt und Wiebke Grösch als weitere Mitwirkende auf. Ovals erste Veröffentlichung Wohnton erschien in der oben genannten Dreier-Besetzung 1993 beim Düsseldorfer Label Ata Tak. Im Unterschied zu allen nachfolgenden Veröffentlichungen war ein Großteil der Stücke auf Wohnton mit Gesang mit deutschsprachigen Texten.
Im Jahre 1993 entwickelten sie außerdem die so genannte Wohnton-Klanginstallation, die aus 8 Modulen mit insgesamt 128 Lautsprechern bestand, die über ein Achtspurgerät angesteuert wurden. Für diese Installation wurden von mehreren Stücken von Wohnton (Hallo draußen, Alles in Gedanken und Kardamom) etwa 20-minütige Instrumentalversionen geschaffen. Die Installationsfassung von Kardamom erschien 1995 in überarbeiteter Form unter dem Titel dowhile auf ihrem dritten Album 94 Diskont.
1995 begannen sie mit der Weiterentwicklung des Installationskonzeptes in Richtung einer interaktiven Software, die letztlich im so genannten Skotodesk mündete. 94 Diskont wurde in die Wire-Liste „100 Records That Set the World on Fire (While No One Was Listening)“ aufgenommen.
Frank Metzger führte den Namen Oval zeitweilig ebenfalls weiter als Oval / Frank Metzger und veröffentlichte u. a. bei Mego und dem assoziierten Netlabel Falsch, sowie Beta Bodega, alku und tu'mp3. 2003 gründete er zusammen mit Emiliano Romanelli und Rossano Polidoro von tu'm das Projekt Steno. Sebastian Oschatz arbeitet derzeit als Designer in seiner Firma Meso digital interiors unter anderem an der Entwicklung der graphischen Programmiersprache vvvv.
2001 samplete die isländische Musikerin Björk Ovals Aero Deck für ihr Album Vespertine. Der US-amerikanische Regisseur Harmony Korine verwendete 1999 das Stück Mediaton im Soundtrack seines Filmes Julien Donkey Boy.
Nach langer Pause veröffentlichte Markus Popp 2010 eine Vielzahl neuer Stücke. Die Produktion erfolgte völlig anders als bei früheren Werken. Popp verwendete anstelle selbstprogrammierter ausschließlich günstige, kommerziell erhältliche Software und Plug-ins. Statt mehrerer High-End Apple-Computer nutzte er einen handelsüblichen, vier Jahre alten und 500 Dollar teuren PC. Zunächst veröffentlichte Popp die EP Oh und, als kostenlosen Download, die EP Ringtones. Es folgte das Album O, veröffentlicht als Doppel-CD/-LP mit 70 Tracks. 
Am 8. März 2013 veröffentlichte Popp ein Sechzehn-Track-Album mit dem Titel Calidostópia!. Das Projekt wurde vom Goethe-Institut und der Kulturstiftung des Staates Bahia finanziert. Im selben Jahr veröffentlichte er VOA, ein Album, das ebenfalls aus der Zusammenarbeit mit Musikern und Sängern aus Südamerika hervorgegangen war.
2016 rief Popp sein eigenes Label, UOVOOO, ins Leben. Die erste Veröffentlichung des Labels war das Album Partura der französischen Musikerin Mei (Mai 2016). Am 14. Oktober 2016 erschien auf dem Label Ovals Elf-Track-Album Popp.
2018 lief das das von Markus Popp komponierte Hörspiel Ovalaroma, das sich mit der Verbindung von elektronischer Musik und Parfum befasst, auf SWR2.

## Diskografie (Auswahl)
- 1993: Wohnton (Ata Tak)
- 1994: Systemisch (Mille Plateaux)
- 1995: 94 Diskont (Mille Plateaux/Thrill Jockey)
- 1998: Aero Deko (EP) (Tokuma Japan/Form and Function)
- 1998: Dok (Thrill Jockey)
- 1999: Szenario (EP) (Thrill Jockey)
- 1999: Szenariodisk (EP) (Thrill Jockey)
- 2000: Ovalprocess (Thrill Jockey)
- 2000: Pre/Commers (Tokuma Japan)
- 2001: Ovalcommers (Thrill Jockey)
- 2001: Re:Systemisch (Form and Function; wurde kurz nach dem Erscheinen wegen rechtlicher Probleme vom Markt genommen)
- 2010: Oh (Thrill Jockey)
- 2010: O (Thrill Jockey)
- 2010: Ringtones (EP)
- 2011: Oval/Liturgy (EP)
- 2013: Calidostópia!
- 2013: VOA (UOVOOO)
- 2016: Popp (UOVOOO)
- 2019: Eksploio (EP) (Thrill Jockey)
- 2020: Scis (Thrill Jockey)
- 2023: Romantiq (Thrill Jockey)

## Dokumentarfilm
- Alfred Hackensberger, Thomas Röschner: Musik ist Trumpf – Über die Gewalt des Zusammenhangs. Dokumentarfilm, Trigon Film, 1996